# Наукознавство
Наукознавство — вчення про науку, способи її визначення й побудови у вигляді системи знання. Галузь досліджень, що вивчає соціальні, економічні й матеріально-технічні умови та закономірності розвитку науки, структуру і динаміку наукової діяльності. Галузь досліджень, що вивчає закономірності функціонування і розвитку науки, структуру і динаміку наукової діяльності, взаємодію науки з іншими соціальними інститутами і сферами матеріального і духовного життя суспільства.

Вищою формою науковчення є метатеорія — теорія, що аналізує методи й властивості якої-небудь іншої теорії — так званої предметної (або об'єктної) теорії.

## Наукознавчі дисципліни
- Наукометрія
  - кіберметрія
  - вебометрія
  - сайтометрія
- Історія науки
- Філософія науки
- Методологія науки
- Соціологія науки
- Економіка науки
- Психологія науки
- Культурологія науки (наука як частина культури)